# Римо-католицький собор (Кишинів)
Собор Божого Провидіння (рум. Catedrala romano-catolică „Providența Divină”) — римо-католицький собор в історичному центрі Кишинева — столиці Молдови. Зведений у 1840—1843 роках за проєктом архітектора Йосипа Шарлеманя. Єпископський собор Кишинівської дієцезії.

## Історія
У 1820-х роках невелика католицька громада Кишинева, переважно польського походження, побудувала на місці сучасного собору каплицю під заступництвом Провидіння. У 1830-х роках каплиця вже не могла вмістити усіх прочан. Тоді на їхнє прохання імператор Микола I виділив субсидію на будівництво собору. Будівництво відбувалося у 1840—1843 роках під керівництвом петербурзького архітектора Йосипа Шарлеманя.
1964 року радянська влада експропріювала собор у католицької громади. Він був перетворений на студію кіно- та звукозапису. Прочанам дозволили збиратися для богослужінь біля цвинтарної каплиці. 1989 року після втручання Міжнародного руху Червоного Хреста і Червоного Півмісяця та Організації Об'єднаних Націй собор знову став католицькою парафією та був відновлений. 1993 року собор став резиденцією Апостольської адміністрації в Кишиневі, а 2001 — новоствореної Кишинівської дієцезії.

## Опис
Собор виконаний у стилі неокласицизму. Передній фасад собору повернутий на південний захід і має прямокутну форму із напівкруглою апсидою. Має довгу прямокутну форму і складається з п'яти травей. До нього приєднаний фасад на північно-східному боці. Є велике аркове вікно та дві дзвіниці. Два ряди коринфських колон розділяють зал на широкий центральний неф із циліндричним склепінням та два вузькі проходи із кесонними стелями. Оригінальні меблі були втрачені після закриття собору в 1964 році, а сучасний інтер'єр з'явився в 1990-х роках.